# 大青鲨
大青鲨（學名：Prionace glauca），或稱鋸峰齒鯊、藍鯊、水鯊，是真鲨科大青鲨属的唯一一种，见于温带和热带远洋区中；喜冷，因而在墨西哥湾、亚德里亚海或红海中未有发现。大青鲨以长距离迁徙著称，例如从新英格兰到南美洲。
大青鲨是卵胎生，一次可生4到100只幼鲨；通常按性别和体形分群。一般情况下其行动较为迟缓，但在必要时能以极快的速度前进；虽然有机会时完全有能力捕捉到更大的猎物，其主要食物来源仍是鱼和枪乌贼。

## 分布范围
全球范围内，大青鲨生活在热带或温带大洋中，从水面至水下350米处的海水上层。其在温带海域的分布更靠近海岸，可以被潜水者观察到。在热带海域则出现在更深处。其分布范围最北可达挪威，最南可达智利，在太平洋中以20°N至20°S间。大青鲨其最适宜的水温在7—16℃，但在21℃或更高水温中仍可生存。大青鲨会有规律地由大西洋开始沿盛行洋流迁徙。

## 外形
大青鲨体长可以达到3.7公尺，但一般为1.8到2.4公尺；太平洋中的大青鲨体形普遍较小，一般不超过2米。通常60—80公斤，有记录的最大个体重达205公斤。有细长的胸鳍，体背深青，两侧颜色略浅，腹部白色；其体征独特，没有典型的混淆物种。

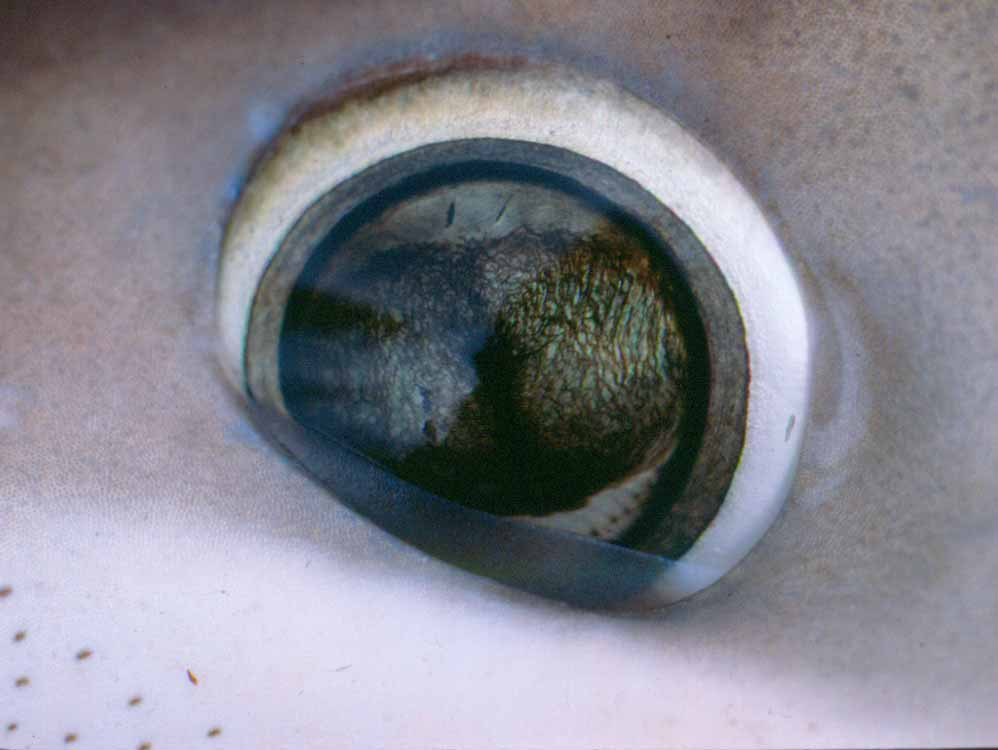
眼
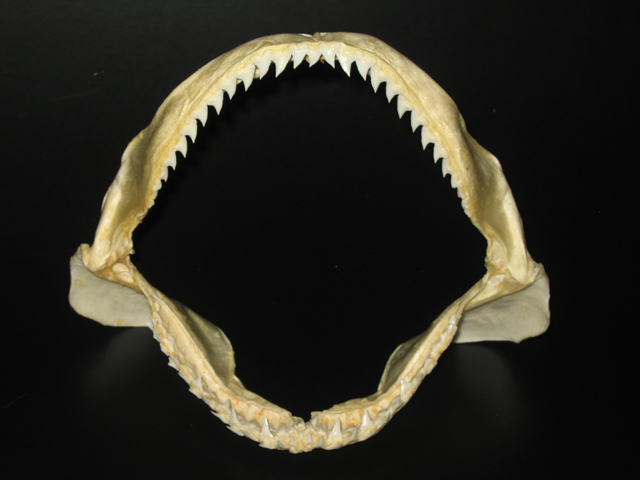
牙
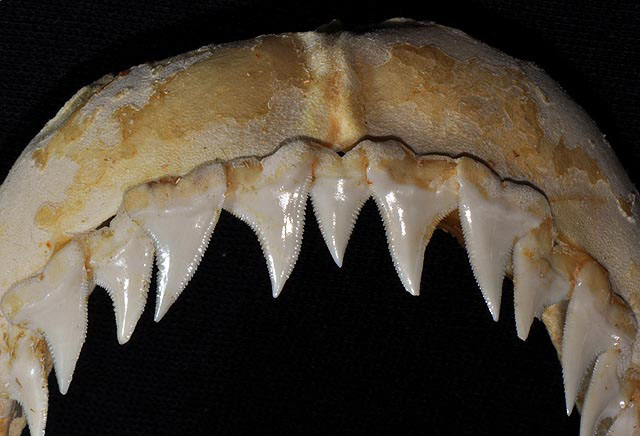
上牙
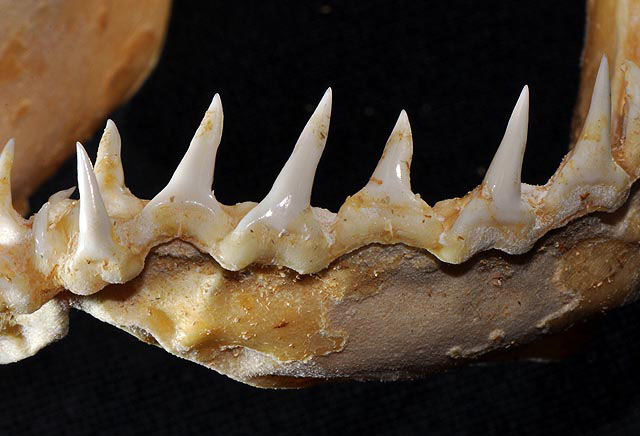
下牙

## 食物来源
枪乌贼是大青鲨的主要猎物，但也包括乌贼、章魚、龙虾、虾、蟹等无脊椎动物，以及大量硬骨鱼，小型鲨鱼和哺乳动物腐肉等。有时也以海鸟为食。在捕获的大青鲨的胃中有鲸脂发现，也有发现大青鲨从渔船拖网中取食鳕鱼的现象。

## 繁殖

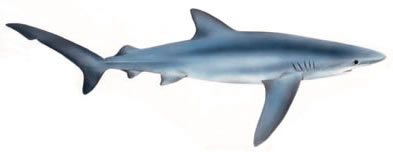
大青鲨

大青鲨为卵胎生动物，有卵黄囊胎盘，母鲨妊娠期为9—12个月，每胎可生4—100只幼体；雌性个体在5—6岁时成熟，雄性则在4—5岁。目前普遍认为雄性在求偶过程中会咬雌性，因而成年大青鲨个体可根据其是否有啮痕来鉴定其性别；为适应这种交配方式，雌性大青鲨演化出了比雄性厚3倍的皮层。

## 人类影响
大青鲨是目前世界上被捕杀最多的鲨鱼品种，据估计，每年有1000—2000万大青鲨个体遭渔网之灾。其肉、肝可熏制、腌制或制成鱼粉后可食用，但利用率不高；鲨皮可用于皮革制品；鳍可熬制鱼翅汤；鲨肝可用于提炼鱼肝油。在台灣其切片又常以白旗魚的名稱販售。
大青鲨也偶尔被用于娱乐表演活动，并经常被商业捕鱼者捕捉剑鱼或金枪鱼时误捉。由于大青鲨不常冒险靠近海岸，因而大多数人类与其相遇的情况发生在远海区，也曾有过数次大青鲨袭击人类或小型船的纪录。

## 流行文化
瑞典IKEA宜家家居公司以藍鯊為原型，設計了一款命名為Blåhaj（瑞典語發音：[ˈbloːhaj]，意為「藍鯊」）的絨毛玩具，希望改變兒童與流行文化對鯊魚兇殘危險的印象。該絨毛玩具以再生聚酯填充，長100公分，由宜家家居在全球生產銷售，療癒親人的外觀使其在2017年成為全球流行的網路迷因，也成為部分地區的明星商品與吉祥物。